# Caraga, Davao Oriental
Caraga là một đô thị ở tỉnh Davao Oriental, Philipin. Đô thị này có cự ly 254 km so với Thành phố Davao. Carga giáp Baganga về phía bắc, giáp Manay về phía nam, phía tây giáp New Bataan của tỉnh Davao còn phía đông giáp Thái Bình Dương. Caraga có diện tích 64.289 héc ta.

## Các đơn vị hành chính
Caraga được chia thành 17 barangay.
| - Alvar - Caningag - Don Leon Balante - Lamiawan - Manorigao - Mercedes - Palma Gil - Pichon - Poblacion | - San Antonio - San Jose - San Luis - San Miguel - San Pedro - Santa Fe - Santiago - Sobrecarey |